# Memorie van toelichting
De memorie van toelichting is (in onder andere Nederland, België en Frankrijk) de uitleg bij een wetsvoorstel (en in België en Frankrijk ook bij een wetsontwerp). In Nederland wordt de term vaak afgekort tot MvT of ook wel MVT.
Deze toelichting wordt geschreven door diegene die het wetsvoorstel maakt. In de memorie van toelichting geeft deze aan waarom het onderwerp dat in de betreffende wet is gelegen wettelijk moet worden geregeld. Tevens wordt in de memorie van toelichting ieder artikel van de desbetreffende wet door middel van commentaar uiteengezet. Een wetsontwerp wordt door de regering gezamenlijk met de memorie van toelichting en het advies van de Raad van State ingediend in het parlement (bijvoorbeeld de Tweede Kamer in Nederland of de Kamer van volksvertegenwoordigers of het Vlaams Parlement in België).
Verdere toelichtingen zijn te vinden in de nota's van wijziging en in aangenomen amendementen, voor zover van toepassing. Als de wet later is gewijzigd zijn er ook weer dezelfde drie soorten toelichting van de wijzigingswet(ten).
Een gelijkaardig document met toelichtingen kan ook het resultaat zijn van onderhandelingen bij een internationaal verdrag, en wordt dan een Understanding genoemd, bijvoorbeeld in de Milieumodificatieconventie.